# Resultados do Carnaval de Guaíba
Resultados do Carnaval de Guaíba.

## 2007
| Colocação | Escola                 | Pontos | Ref.  |
| --------- | ---------------------- | ------ | ----- |
| 1º        | Tradição               | 113,5  | [ 1 ] |
| 2º        | Império Serrano        | 109,5  | [ 1 ] |
| 3º        | Estado Maior da Colina | 91,5   | [ 1 ] |
| 4º        | Grande Rio             | 75     | [ 1 ] |

## 2008
| Grupo Especial  | Grupo Especial         | Grupo Especial | Grupo Especial |
| Colocação       | Escola                 | Pontos         | Ref.           |
| --------------- | ---------------------- | -------------- | -------------- |
| 1º              | Tradição               | 175            | [ 2 ]          |
| 2º              | Império Serrano        | 172,3          | [ 2 ]          |
| 3º              | Estado Maior da Colina | 167            | [ 2 ]          |
| 4º              | Grande Rio             | 95,3           | [ 2 ]          |
| Grupo de acesso |                        |                |                |
| Colocação       | Escola                 | Pontos         | Ref.           |
| 1º              | Massa Black            | 146,5          | [ 2 ]          |
| 2º              | UAMG                   | 100            | [ 2 ]          |

## 2009
| Colocação | Escola                 | Pontos | Ref.  |
| --------- | ---------------------- | ------ | ----- |
| 1º        | Império Serrano        | 176,5  | [ 3 ] |
| 2º        | Tradição               | 175    | [ 3 ] |
| 3º        | Estado Maior da Colina | 163,5  | [ 3 ] |

## 2010
| Colocação | Escola                             | Pontos | Ref.  |
| --------- | ---------------------------------- | ------ | ----- |
| 1º        | Império Serrano                    | 176    | [ 4 ] |
| 2º        | Academia de Samba Cohab-Santa Rita | 171    | [ 4 ] |
| 3º        | Tradição                           | 164    | [ 4 ] |
| 4º        | Estado Maior da Colina             | 156,5  | [ 4 ] |

## 2011
| Colocação | Escola                             | Pontos | Ref.  |
| --------- | ---------------------------------- | ------ | ----- |
| 1º        | Academia de Samba Cohab-Santa Rita | 178    | [ 5 ] |
| 2º        | Tradição                           | 171,5  | [ 5 ] |
| 3º        | Império Serrano                    | 169,5  | [ 5 ] |
| 4º        | Estado Maior da Colina             | 160,5  | [ 5 ] |

## 2012
| Colocação | Escola                             | Pontos | Ref.  |
| --------- | ---------------------------------- | ------ | ----- |
| 1º        | Academia de Samba Cohab-Santa Rita | 179,2  | [ 6 ] |
| 2º        | Império Serrano                    | 178,5  | [ 6 ] |
| 3º        | Estado Maior da Colina             | 101,7  | [ 6 ] |

## 2013
| Colocação | Escola                             | Pontos | Ref.  |
| --------- | ---------------------------------- | ------ | ----- |
| 1º        | Academia de Samba Cohab-Santa Rita | 179,3  | [ 7 ] |
| 2º        | Império Serrano                    | 177,4  | [ 7 ] |
| 3º        | Estado Maior da Colina             | 166,6  | [ 7 ] |

## 2014
| Grupo Especial  | Grupo Especial                     | Grupo Especial | Grupo Especial |
| Colocação       | Escola                             | Pontos         | Ref.           |
| --------------- | ---------------------------------- | -------------- | -------------- |
| 1º              | Academia de Samba Cohab-Santa Rita | 178,5          | [ 8 ]          |
| 2º              | Império Serrano                    | 177,8          | [ 8 ]          |
| 3º              | Estado Maior da Colina             | 166,8          | [ 8 ]          |
| Grupo de acesso |                                    |                |                |
| Colocação       | Escola                             | Pontos         | Ref.           |
| 1º              | Tradição                           | 148,3          | [ 8 ]          |

## 2015
| Grupo Especial | Grupo Especial                     | Grupo Especial | Grupo Especial |
| Colocação      | Escola                             | Pontos         | Ref.           |
| -------------- | ---------------------------------- | -------------- | -------------- |
| 1º             | Academia de Samba Cohab-Santa Rita | 178,1          | [ 9 ]          |
| 2º             | Império Serrano                    | 176,4          | [ 9 ]          |
| 3º             | Estado Maior da Colina             | 153            | [ 9 ]          |
| 4º             | Tradição                           | 141,4          | [ 9 ]          |

## 2016
| Grupo Especial | Grupo Especial                     | Grupo Especial | Grupo Especial |
| Colocação      | Escola                             | Pontos         | Ref.           |
| -------------- | ---------------------------------- | -------------- | -------------- |
| 1º             | Academia de Samba Cohab-Santa Rita | 179,4          | [ 10 ]         |
| 2º             | Império Serrano                    | 178,3          | [ 10 ]         |
| 3º             | Estado Maior da Colina             | 177,2          | [ 10 ]         |
| 4º             | Tradição                           | 176,3          | [ 10 ]         |

## 2017
| Grupo Especial | Grupo Especial                     | Grupo Especial | Grupo Especial |
| Colocação      | Escola                             | Pontos         | Ref.           |
| -------------- | ---------------------------------- | -------------- | -------------- |
| 1º             | Academia de Samba Cohab-Santa Rita | 178            | [ 11 ]         |
| 2º             | Império Serrano                    | 176,5          | [ 11 ]         |
| 3º             | Estado Maior da Colina             | 172,5          | [ 11 ]         |

## 2018
| Grupo Especial | Grupo Especial                     | Grupo Especial | Grupo Especial       |
| Colocação      | Escola                             | Pontos         | Ref.                 |
| -------------- | ---------------------------------- | -------------- | -------------------- |
| 1º             | Academia de Samba Cohab-Santa Rita | 178,7          | [ 12 ] [ 13 ] [ 14 ] |
| 2º             | Império Serrano                    | 177,6          | [ 12 ] [ 13 ] [ 14 ] |
| 3º             | Estado Maior da Colina             | 177            | [ 12 ] [ 13 ] [ 14 ] |

## 2019
| Grupo Especial | Grupo Especial                     | Grupo Especial | Grupo Especial |
| Colocação      | Escola                             | Pontos         | Ref.           |
| -------------- | ---------------------------------- | -------------- | -------------- |
| 1º             | Academia de Samba Cohab-Santa Rita | 179,2          | [ 15 ]         |
| 2º             | Império Serrano                    | 178,9          | [ 15 ]         |
| 3º             | Estado Maior da Colina             | 177            | [ 15 ]         |